# Place Claveyson
La place Claveyson (orthographié autrefois Clavaison) est une place publique de la commune française de Grenoble. Située dans le quartier ancien de Notre Dame, au cœur de la zone piétonne et commerçante de la ville, elle est positionnée au cœur du centre ancien de la ville, entre la Grande Rue et la place aux Herbes, au cœur de l'ancien centre médiéval de Grenoble.

## Situation et accès

### Situation
En partant du nord vers le sud et dans le sens des aiguilles d'une montre, cette place, aux dimensions modestes, permet d'accéder aux voies suivantes, selon les références toponymiques fournies par le site géoportail de l'Institut géographique national:
- Nord : la place aux Herbes
- Sud : la Grande rue

### Accès
La place, comprise dans la zone piétonne de la ville, se positionne dans la partie septentrionale de la principale zone commerciale et elle est accessible aux piétons et aux cyclistes depuis n'importe quel point de ce quartier.
La place est principalement desservie par les lignes A,  B et D du réseau de tramway de l'agglomération grenobloise. La station la plus proche (située à moins de deux cents mètres) se dénomme Hubert Dubedout - Maison du Tourisme.

## Origine du nom

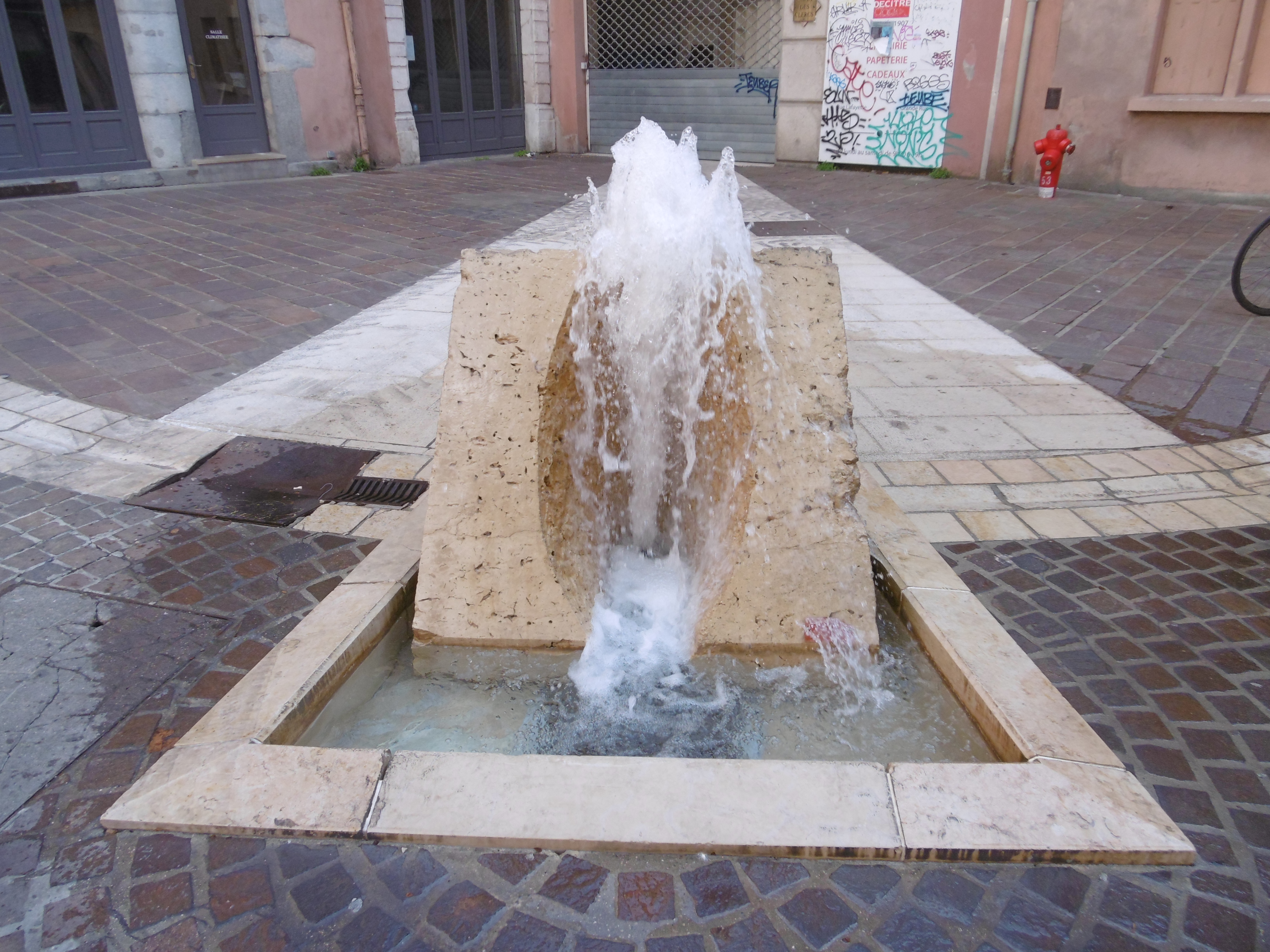
Place Claveyson (Fontaine)

Durant la Révolution française, ce lieu qui se dénommait place aux oeufs prit le nom de place Claveyson en souvenir d'une grande famille, originaire du Viennois, laquelle possédait à Grenoble un hôtel sur cette place.

## Historique

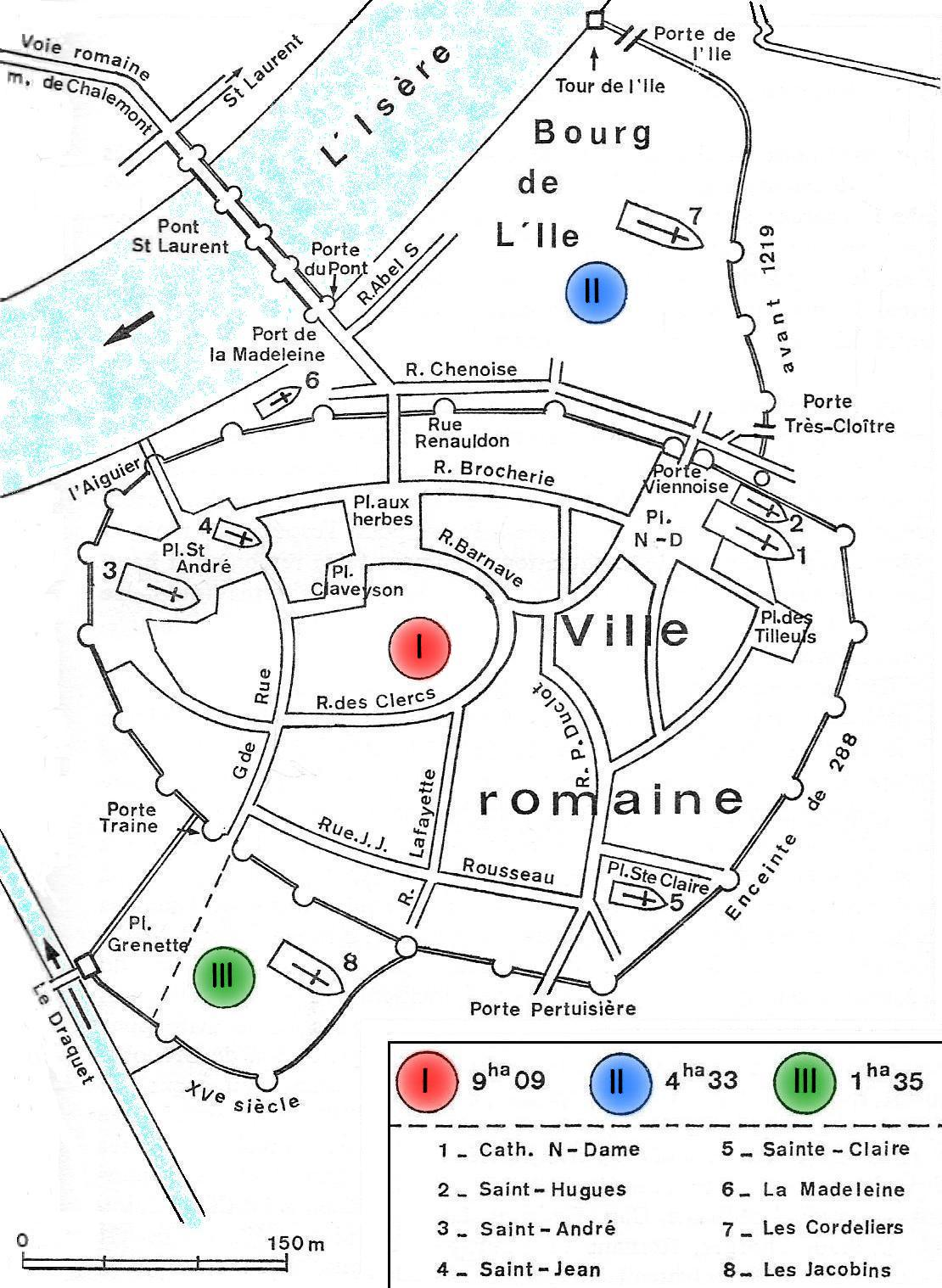
Plan de Grenoble au XIIIe siècle. L'enceinte romaine du IIIe est volontairement représentée dans sa totalité, mais les deux extensions du XIIIe vont faire détruire une partie de celle-ci.

Dénommée « place aux oeufs » avant la Révolution en raison d'un marché dédié aux œufs et aux fromages, la place Claveyson abritait l'hôtel Clavesyon (également dénommé Île Claveyson) en son milieu. C'est dans cette maison que naquirent deux Grenoblois célèbre : Abel Servien et Hugues de Lionne dont les parents avaient hérité de cet hôtel.
Cette maison fut ensuite rasée donnant ainsi naissance à l'espace actuel qui prit le nom de la famille propriétaire de cet édifice disparu.

## Bâtiments remarquables et lieux de mémoire
- Fontaine : celle-ci, de facture récente, est située au centre de la place.
- Carré des Clercs : il s'agit d'une petite galerie commerciale dont l'entrée principale se situe rue Lafayette.